# L. Agrahara, Kadur
L. Agrahara là một làng thuộc tehsil Kadur, huyện Chikmagalur, bang Karnataka, Ấn Độ.